# Panavision
La Panavision è un'azienda statunitense specializzata in fotocamere e lenti con sede a Woodland Hills (California). Fondata da Robert Gottschalk come una piccola società per creare lenti anamorfiche per la proiezione dei film durante il boom del widescreen nel corso degli anni cinquanta, in seguito la Panavision ha ampliato le sue linee di prodotti per soddisfare le moderne esigenze delle produzioni cinematografiche. L'azienda ha introdotto i suoi primi prodotti nel 1954. Da fornitore di accessori per il CinemaScope all'inizio, la società divenne ben presto leader nel settore delle lenti anamorfiche. Nel 1972, la Panavision ha contribuito a rivoluzionare il cinema con la cinepresa 35mm Panaflex. La società ha introdotto altre cineprese innovative, come la XL Millennium (1999) e la macchina da presa digitale Genesis (2004).
La Panavision opera esclusivamente come servizio di noleggio, in cui l'azienda possiede interamente l'attrezzatura, a differenza della maggior parte dei suoi concorrenti. Questo permette investimenti in ricerca e sviluppo e l'integrazione di prodotti di alta qualità, senza preoccuparsi del valore finale dei suoi prodotti, non essendo questi destinati alla vendita. Mantenere il suo intero inventario consente anche alla Panavision di aggiornare regolarmente tutte le sue attrezzature, anziché preoccuparsi solo dei modelli più recenti.

## Le origini
Robert Gottschalk fonda la Panavision alla fine del 1953, in collaborazione con Richard Moore, Meredith Nicholson, Harry Eller, Walter Wallin, e William Mann. La società è stata formalmente costituita nel 1954. La Panavision è stata istituita principalmente per la fabbricazione di lenti anamorfiche per la proiezione per soddisfare le crescenti richieste delle sale cinematografiche per la proiezione dei film in formato CinemaScope. Al momento della creazione della Panavision, Gottschalk possedeva un negozio di fotografia nel Westwood Village in California, dove molti dei suoi clienti erano direttori della fotografia. Pochi anni prima Gottschalk e Moore, che ha lavorato con lui nel negozio di fotografia, stavano sperimentando la fotografia subacquea. Gottschalk iniziò a interessarsi alla tecnologia delle lenti anamorfiche, in quanto gli permettevano di ottenere un campo visivo più ampio dalla sua custodia subacquea. Questa tecnologia fu creata durante la prima guerra mondiale per aumentare il campo visivo dei periscopi sui carri armati: l'immagine del periscopio era deformata orizzontalmente dalla lente anamorfica. Dopo esser stata ripristinata da un'ottica anamorfica complementare, l'operatore del carro armato poteva vedere raddoppiare il campo visivo orizzontale senza distorsioni significative. Gottschalk e Moore comprarono alcune di queste lenti dalla Goerz, una società di ottica di New York, per usarle nella fotografia subacquea. Come la produzione di film widescreen divenne popolare, Gottschalk vide l'opportunità di fornire lenti anamorfiche per i film dapprima per i proiettori, successivamente per le cineprese. Nicholson, un amico di Moore, iniziò a lavorare come cameraman per i primi test di fotografia anamorfica
Nel 1950, l'industria cinematografica era minacciata dall'avvento della televisione: la TV teneva gli spettatori a casa, riducendo i ricavi al botteghino. Gli studi cinematografici cercarono di attirare il pubblico nelle sale con attrazioni che la televisione non poteva fornire. Tra queste, un revival di film a colori, film in tre dimensioni, audio stereofonico e filmati widescreen. Il Cinerama fu uno dei primi processi widescreen per film dell'epoca. Nella concezione iniziale, il farraginoso sistema richiedeva tre cineprese per la ripresa e tre proiettori sincronizzati per visualizzare un'immagine su un ampio schermo curvo. Oltre alle sfide logistiche e finanziarie di triplicare l'uso delle attrezzature e dei costi, il processo portava ad avere distraenti linee verticali tra le tre immagini proiettate. Alla ricerca di un metodo ad alto impatto del cinema widescreen, che era più economico, più semplice, e meno visivamente distraente, la 20th Century Fox acquistò i diritti di un processo chiamato CinemaScope: in questo sistema, il film veniva girato con lenti anamorfiche. Il film veniva poi proiettato con una lente anamorfica complementare sul proiettore che espandeva l'immagine, creando un aspect ratio proiettato (rapporto tra larghezza dell'immagine e la sua altezza) doppio dell'area del fotogramma della pellicola. Dal momento che fu annunciata la produzione del primo film in CinemaScope, La tunica (1953), Gottschalk, Moore e Nicholson presentarono un demo con il loro sistema di ripresa subacquea anamorfica.
Gottschalk apprese da uno dei suoi fornitori che la Bausch & Lomb, che aveva un contratto con la Fox per la produzione di lenti CinemaScope, stava avendo difficoltà a soddisfare tutti gli ordinativi delle lenti per la proiezione anamorfica. Così si unì con William Mann, che poteva fornire la capacità produttiva ottica, e con Walter Wallin, un fisico ottico, conoscente di Mann. Il tipo delle lenti anamorfiche che scelsero fu quello prismatico anziché quello cilindrico del CinemaScope della Bausch & Lomb. Questo design permetteva che il fattore di estensione (quanto l'immagine poteva essere distorta orizzontalmente) delle lenti anamorfiche potesse essere regolato manualmente, utile ai proiezionisti per commutare da proiezione non anamorfica (utilizzata per esempio per i trailer) a proiezione anamorfica, per la proiezione del film vero e proprio. Il risultato è stato l'Anamorphosing System, progettato da Wallin, impiegato nelle lenti Panatar. Il brevetto per il sistema è stato depositato l'11 agosto 1954, e riconosciuto cinque anni dopo.

## L'ingresso nel mercato
Il primo prodotto della Panavision, le lenti di proiezione Super Panatar Super debuttarono nel marzo del 1954. Al prezzo di 1100 $, conquistarono il mercato. Il Super Panatar era una scatola rettangolare che si collegava alla lente di proiezione esistente con una apposita staffa. Il suo sistema prismatico variabile permetteva una vasta gamma di formati di pellicola da proiettare sullo stesso proiettore con una semplice regolazione della lente. Panavision migliorò il Super Panatar con l'Ultra Panatar, dal design più leggero che poteva essere avvitato direttamente alla parte anteriore della lente di proiezione. Le lenti Panavision rimpiazzarono gradualmente le CinemaScope, diventando il principale sistema per la proiezione anamorfica.
Nel dicembre del 1954, la società creò una lente speciale per il laboratori cinematografici, la Micro Panatar. Quando collegata a una stampante ottica, la Micro Panatar permetteva di creare stampe non anamorfiche da negativi anamorfici. Questo permetteva la distribuzione di film anche ai cinema che non avevano installato un sistema anamorfico. Per ottenere lo stesso risultato prima dell'avvento della Micro Panatar, gli studi cinematografici alle volte effettuavano le riprese con una camera anamorfico e una camera sferica (non anamorfica), permettendo così la proiezione dei film anche ai cinema non attrezzati per il widescreen. I risparmi di costo ottenuti eliminando la seconda camera e la realizzazione di stampe non anamorfiche in post produzione con la Micro Panatar furono enormi.
Un'altra innovazione del periodo ha dato la posizione di leader alla Panavision: la lente anamorfica Auto Panatar per cineprese 35mm. I primi obiettivi Cinemascope avevano notoriamente problemi nei primi piani perché presentavano un'aberrazione ottica comunemente conosciuto come "the mumps": un allargamento della faccia causato dalla perdita di potere anamorfico con soggetti vicini alla lente. A causa della novità del nuovo processo anamorfico, le prime produzioni CinemaScope compensavano questa aberrazione evitando le riprese ravvicinate. Quando il processo anamorfico è diventato più popolare, questa aberrazione è diventata più problematica. La Panavision ha trovato la soluzione: l'aggiunta di una lente rotante che si muove in sincronia con l'anello della messa a fuoco. Questo ha eliminato la distorsione e ha permesso una fotografia più naturale dei soggetti ravvicinati con la fotografia anamorfica. L'Auto Panatar, uscito nel 1958, è stato rapidamente adottato, rendendo definitivamente obsolete le lenti CinemaScope. Questa innovazione ha portato alla Panavision il primo dei suoi 15 Oscar scientifico o tecnico. Ben presto nei titoli comincia apparire la scritta "Girato in Panavision" (come se Panavision fosse il nome del formato widescreen anziché il nome dell'azienda).
Dal 1954, la Panavision stava lavorando su un nuovo processo widescreen commissionato dalla Metro-Goldwyn-Mayer. Il sistema risultante utilizzava una pellicola di 65mm abbinata a lenti Panatar APO, che erano un obiettivo con lente anamorfica integrata (a differenza di un normale obiettivo primario con una lente anamorfica montata su di essa). Questo creò un fattore di compressione anamorfica di 1,25x. I film che usavano questo processo potevano avere il sorprendente "aspect ratio" di 2.76:1, quando proiettate con stampe anamorfiche da 70 mm. Introdotto come MGM Camera 65, il sistema fu utilizzato solo per pochi film, il primo dei quali è stato L'albero della vita del 1956. Tuttavia, il film uscì solo in 35mm anamorfico in quanto il circuito dei cinema che potevano proiettare i 70 mm era tutto prenotato per il film Il giro del mondo in 80 giorni del (1956), ripreso con il sistema concorrente non anamorfico Todd-AO. Nel gennaio del 1959, i manifesti per la versione 70mm de La bella addormentata nel bosco di Disney, riportavano l'indicazione "Process lenses by Panavision" accanto al logo "Super Technirama 70". Il primo film ad essere presentato in 70mm anamorfico, Ben-Hur, fu pubblicato dalla MGM nel 1959 sotto il nome commerciale MGM Camera 65. La Panavision sviluppò anche un processo widescreen non anamorfico chiamato Super Panavision 70, che era essenzialmente identico al Todd -AO. Il Super Panavision ha fatto il suo debutto sul grande schermo nel 1959 con il film Il grande pescatore, pubblicato da Buena Vista Distribution, una divisione della Disney.

## Le fotocamere
Nel 1962, quattro dei fondatori della Panavision lasciarono l'azienda per intraprendere una carriera in proprio. Nello stesso anno, la produzione de Gli ammutinati del Bounty, realizzata con una Camera 65 della MGM, sforò così tanto il budget prefissato, che lo studio decise di liquidare degli asset per coprirne i costi. Come risultato di questa liquidazione, la Panavision acquistò il materiale della divisione dispositivi fotografico della MGM, come pure i diritti per il sistema Camera 65 che aveva messo a punto per la MGM. Questa tecnologia fu ribattezzata Ultra Panavision. Solo sei altri film furono prodotti con tale sistema: Questo pazzo, pazzo, pazzo, pazzo mondo (1963), La caduta dell'Impero romano (1964), La battaglia dei giganti (1965), La più grande storia mai raccontata (1965), La carovana dell'alleluja (1965), e Khartoum (1966). Quando gli anamorfici 1,25x per proiettori diventarono rari, molte delle pellicole 70mm di questi film ancora in circolazione furono ristampate per essere proiettate con sistemi non anamorfici. Come risultato si ebbe un aspect ratio di 2.20:1, anziché il rapporto più ampio inizialmente previsto.
Sebbene la Fox avesse insistito sul mantenimento del CinemaScope per un certo tempo, ad alcuni attori il sistema non piaceva. Per una produzione della Fox del 1965, di Il colonnello Von Ryan, Frank Sinatra presumibilmente chiese che fossero usate le lenti Auto Panatars. Tali pressioni portarono la Fox ad abbandonare completamente il CinemaScope per passare all'Auto Panatars. Il colonnello Von Ryan fu il primo film dello studio ad essere girato con lenti Panavision. Per soddisfare la straordinaria richiesta delle lenti di proiezione Panavision, Gottschalk utilizzò lenti Cinemascope della Bausch & Lomb, adattandole agli attacchi Panavision con un nuovo attacco astigmatico, migliorandole notevolmente. Questo fu rivelato molti anni dopo la morte di Gottschalk, da un lead designer della Bausch & Lomb, che era stato coinvolto nel progetto originale CinemaScope, che andò a lavorare come designer per la Panavision e, dopo l'apertura di alcune delle vecchie lenti, venne rivelato il segreto.
A metà degli anni 1960, Gottschalk modificò il modello di business della Panavision. L'azienda ora aveva un proprio inventario completo, rendendo i suoi obiettivi e le cineprese che aveva acquistato dalla MGM disponibili solo per il noleggio. Ciò significava che le apparecchiature potevano essere mantenute, modificate, e regolarmente aggiornate dalla società. Quando la Panavision finalmente rese disponibili le sue cineprese, fu relativamente svincolata dai costi di adeguamento e di produzione, in quanto non era in diretta concorrenza sul prezzo di vendita. Questo permise alla Panavision di costruire macchine da ripresa con nuovi standard di durata nel tempo.
La nuova impostazione commerciale richiedeva però ulteriori capitali. Alla fine la società fu venduta alla Banner Productions nel 1965, con Gottschalk come presidente. La Panavision si sarebbe presto espansa nei mercati al di fuori di Hollywood, tra cui New York, Europa, Australia, Hong Kong, e il Sudest asiatico. La Kinney National Service acquistò la Banner nel 1968 e la Warner Bros. l'anno seguente, cambiandogli il nome in Warner Communications. La risorse finanziarie della Kinney/Warner resero possibile una massiccia espansione dell'inventario della Panavision, così come causarono notevoli incrementi nella ricerca e sviluppo.
Durante questo periodo, il dipartimento di Ricerca e Sviluppo fu focalizzato sull'adattamento delle cineprese 35mm, la Mitchell BNC. Lo sforzo per sviluppare una cinepresa leggera, silenziosa e con mirino reflex portarono all'introduzione della Panavision Silent Reflex (PSR) nel 1967. La cinepresa poteva fornire un angolo di ripresa fino a 200 gradi. Molti miglioramenti sono stati apportati alla PSR durante i primi anni successivi alla sua introduzione, e presto divenne una delle cineprese da studio più popolari nel mondo. La Panavision iniziò anche a produrre lenti sferiche per la fotografia 1.85:1, acquisendo significative quote di mercato.
Nel 1968, la Panavision commercializzò una cinepresa portatile 65mm. In quel periodo, tuttavia, il processo molto più economico di girare a 35mm anamorfico per ingrandire successivamente a 70mm, introdotto con il film Il cardinale (1964), aveva reso le produzioni a 65mm praticamente obsolete. Nel 1970 furono distribuiti gli ultimi due film girati interamente con il sistema Super Panavision: Song of Norway e La figlia di Ryan. Nei decenni successivi, ormai solo pochissimi film furono girati in 65 mm.

## La nascita della Panaflex

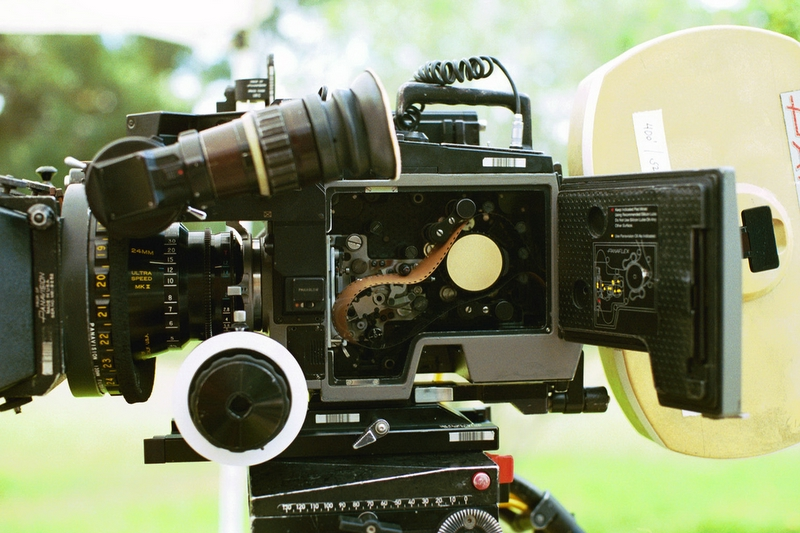
Cinepresa GII Golden Panaflex (aperta)

Albert Mayer guidò il successivo grande progetto: la creazione di una cinepresa leggera reflex adattabile sia all'uso a mano che all'uso in studio. Nel 1972, dopo quattro anni di lavoro, la Panaflex fece il suo debutto. Una cinepresa rivoluzionaria che operava silenziosamente, la Panaflex eliminava la necessità di un ingombrante "Sound blimp" (copertura per eliminare il rumore della cinepresa), e poteva sincronizzarsi con la macchina da presa a mano. La Panaflex includeva anche un contagiri elettronico digitale e un caricatore motorizzato per la sostituzione della pellicola. Sugarland Express di Steven Spielberg (1974) fu il primo film girato con la Panaflex.
Durante il 1970, la linea Panaflex è stata aggiornata e commercializzata con nuove creazioni: la Panaflex X, la Panaflex Lightweight (per l'utilizzo con la Steadicam), la Panastar ad alta velocità, la Panaflex Gold e la Panaflex G2. La Panavision uscì con la Panaglide in diretta concorrenza con lo stabilizzatore steadicam della Tiffen. Fu sviluppata anche la Panacam, una videocamera, anche se la società non seguì molto il settore video.
Robert Gottschalk morì nel 1982 all'età di 64 anni. Dopo la morte di Gottschalk, la Kinney National vendette la società a un consorzio guidato da Ted Field, John Farrand, e Alan Hirschfield, e sostenuta dal quotidiano Chicago e e da Frederick Field. Con la nuova proprietà avvennero cambiamenti radicali nella società che stava ristagnando. I test sulle ottiche furono computerizzati e, nel 1986, fu introdotto il nuovo modello di cinepresa Platinum. L'anno successivo, rispondendo a una richiesta di riesumazione della cinepresa a 65mm, iniziò lo studio di un altro nuovo modello. La società fu venduta alla Lee International PLC per 100 milioni di dollari nel 1987, ma il finanziamento fu sovraesposto e la proprietà passò all'impresa di investimento Warburg Pincus due anni dopo.

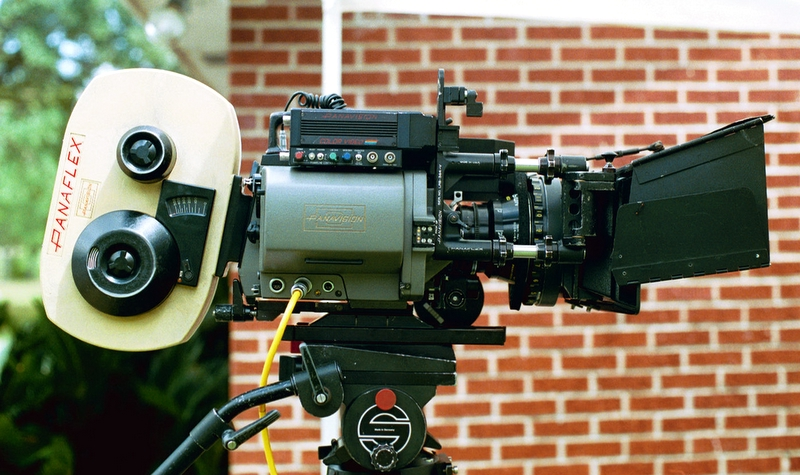
PFX-GII Golden Panaflex (chiusa)

Nel 1989, l'azienda lanciò Primo, una nuova linea di lenti. Progettate per una più esatta resa dei colori in tutte le diverse lunghezze focali, queste erano anche le ottiche più luminose mai prodotte dalla Panavision. Sei anni più tardi, l'Academy of Motion Picture Arts and Sciences assegnò alla società e a tre dei suoi dipendenti l'Oscar al merito tecnico-scientifico per lo sviluppo dell'ottica "Primo 3:1 Zoom Lens. Secondo la citazione dell'Accademia "L'elevato contrasto e l'assenza di flare, insieme alla sua capacità di fornire messa a fuoco vicino e per mantenere le dimensioni dell'immagine costante durante la modifica della messa a fuoco, rendono il Primo Zoom Lens 03:01 davvero unico". Nel 1991, la società ha rilanciato la sua nuova tecnologia a 65 mm, Systema 65, anche se la Arri l'aveva battuta sul tempo presentando due anni prima la Arriflex 765. Il dispositivo, però, non fu completamente riadottato, e solo due pellicole importanti di Hollywood furono girate con il nuovo processo a 65mm Panavision: Cuori ribelli (1992) e l'Hamlet di Kenneth Branagh (1996), ultimo film noto per essere stato girato interamente in 65mm.
Nel 1992, la Panavision ha lanciato un progetto per sviluppare una cinepresa che implicava un ripensamento di ogni aspetto dell'attuale sistema 35mm della società. Nolan Murdock e Albert Mayer Sr. guidarono il team di progettazione. La nuova cinepresa Millennium, che rimpiazzava la Platinum, ammiraglia della compagnia fino ad allora, fu introdotta nel 1997. La Millennium XL arrivò sul mercato nel 1999 e fu sviluppata da Al Mayer, Jr. Ben presto essa si affermò come nuovo cavallo di battaglia delle 35mm della Panavision. La XL è stato il primo prodotto nella storia della Panavision a vincere sia un premio Oscar che un Primetime Emmy Award entro il primo anno di lancio ufficiale. L'aggiornamento della XL, la XL2, è stato inizialmente distribuito nel 2004. I primi film ad utilizzare questi due ultimi sistemi furono, rispettivamente, La tempesta perfetta (2000) e Se solo fosse vero (2005). La serie XL non solo aveva un corpo macchina molto piccolo, il che la rendeva adatta al lavoro in studio, alla ripresa a mano, nonché al lavoro con la steadicam, ma segnò anche il primo cambiamento significativo per il meccanismo di trasporto della pellicola nella macchina fotografica dai tempi della Panaflex: due piccoli pignoni per alimentare e guidare la pellicola (un disegno simile a quello della Moviecam e della successiva Arricam) invece di un grande tamburo per fare entrambe le cose. A partire dal 2006, la Panavision si dice non intenzionata a sviluppare ulteriormente nuovi modelli di cineprese.

## Il formato Panavision
Il formato Panavision è entrato nell'uso comune per indicare il formato cinematografico a 35 mm anamorfico con rapporto in stampa di 2,35:1 e in proiezione (mediante mascherino) di 2,40:1. Sviluppato inizialmente nel 1958 e standardizzato successivamente dalla SMPTE in realtà non è un formato proprietario della Panavision.

## Ristrutturazione e acquisizioni
Nel maggio 1997, la Panavision ha annunciato che avrebbe acquistato la Visual Action Holdings PLC, un importante gruppo di servizi per la cinematografia del valore di 61 milioni di dollari. La società con sede britannica era formalmente conosciuta come Samuelson Group PLC. Essa operava con tre depositi di noleggio nel Regno Unito ed è stato l'agente principale per la Panavision in Francia e in Australia. Aveva anche piccole società di noleggio in Nuova Zelanda, Singapore, Malesia e Indonesia. Fondamentalmente, controllava tre agenzie Panavision nella città americana di Atlanta, Chicago e Dallas (acquisita dalla Victor Duncan Inc.). L'amministratore delegato della Panavision, William C. Scott, ha detto: "Questa transazione offre alla Panavision una solida piattaforma su cui far crescere la parte internazionale della nostra attività e completa anche il nostro sistema di distribuzione negli Stati Uniti. Inoltre, provvederemo immediatamente ad espandere la nostra presenza nei mercati chiave del sud-est asiatico, dove ci si aspetta una rapida crescita della televisione e dell'attività cinematografica. Complessivamente l'operazione ci permetterà di controllare una vera e propria rete di distribuzione a livello mondiale per i sistemi di ripresa Panavision e i relativi prodotti, uno dei nostri più importanti obiettivi strategici."
La MacAndrews & Forbes Holdings, di proprietà di Ronald Perelman, ha acquisito una partecipazione di maggioranza nella Panavision nel 1998, tramite la controllata Mafco. La società è stata poi girata ai suoi creditori nel 2010, a seguito di una ristrutturazione del debito contratto.
Dopo tentativi abortiti di creare una videocamera stile cinepresa negli anni settanta e ottanta, la Panavision ha aderito alla rivoluzione digitale nel luglio del 2000, fondando la DHD Ventures insieme alla Sony. L'obiettivo della nuova società è stato quello di migliorare la qualità dell'alta definizione dei video digitali, portandoli agli standard delle produzioni cinematografiche di più alto livello di Hollywood. L'impresa cooperativa è stata fondata, in gran parte su iniziativa di George Lucas, per servire i suoi progetti per i prequel di Guerre stellari. La collaborazione ha portato alla telecamera ad alta definizione Sony HDW-F900 CineAlta HDCAM. Sony produce l'elettronica e una versione autonoma della telecamera. La Panavision ha fornito le lenti ad alta definizione personalizzate, marchiate Primo Digital, e ha adattato il corpo della telecamera per incorporare gli accessori standard delle cineprese, facilitando così l'integrazione dell'apparecchiatura con le apparecchiature esistenti, come "digital cinema camera".
La Panavision HD-900F è stata utilizzata per la realizzazione di Star Wars: Episodio II - L'attacco dei cloni della Lucasfilm (2002), indicato come "il primo film digitale di una major".
Il passo successivo della Panavision nell'evoluzione delle riprese digitali vide la collaborazione tra Sony e Panavision; questa volta, Panavision partecipò a tutte le fasi di sviluppo. L'obiettivo era quello di creare un sistema che poteva utilizzare l'intera gamma delle lenti sferiche 35mm della società. Questo ha portato all'introduzione nel 2004 della Genesis HD, una telecamera a piena larghezza di banda (4:4:4) HD SDI con migliori specifiche di colorimetria e sensitometria. La dimensione dell'area di registrazione equivalente alla Super 35 millimetri ha reso la focale compatibile con le normali lenti 35mm, fornendo una vera profondità di campo paragonabile ai 35mm. L'elettronica della telecamera, incluso il suo sensore per le immagini CCD e il registratore HDCAM SR sono state prodotte dalla Sony. Il telaio e la meccanica sono stati progettati da un team della Panavision guidato da Albert Mayer Jr., figlio del progettista della Panaflex.
La Genesis venne utilizzata per la prima volta in Superman Returns (2006), seguito poco dopo da Giovani aquile (2006). Ma la commedia Scary Movie 4 (2006), girata con un mix di pellicola 35mm e la Genesi, in realtà è stata la prima ad essere distribuita, a causa dei lunghi lavori dovuti agli effetti visivi necessari per completare sia Le giovani aquile che Superman Returns.
In seguito al completamento del lavoro di progettazione più importante della Genesi, Panavision acquistò dalla Sony il 49% della DHD Ventures consolidandola pienamente nel settembre del 2004.
Nello stesso periodo, la Panavision iniziò ad acquisire società collegate alla cinematografia, tra cui la eFilm (acquisita nel 2001 e rivenduta totalmente a Deluxe nel 2004), Technovision France (2004), la branca del noleggio delle camere di ripresa della società canadese William F. White International (2005), la società di noleggio di telecamere digitali Plus8Digital (2006), la compagnia internazionale per l'illuminazione e le attrezzature AFM e l'azienda per telecamere One8Six (2006), e l'inventario di dispositivi di ripresa della Joe Dunton & Company (2007). Il 28 luglio 2006, Mafco ha annunciato che stava acquistando lo stock residuo della Panavision, che quindi sarebbe tornata una società a statuto privato. Una linea di credito di 345 milioni di dollari fornita dalla Bear Stearns e dal Credit Suisse è stato fornita per finanziare il debito della società, nonché per facilitare le "acquisizioni globali". In quello stesso anno, Mafco acquisì la Deluxe Entertainment Services Group.
Nel marzo del 2010, denunciando un calo delle produzioni e considerevoli difficoltà ad onorare il debito contratto per la transazione con la Mafco del 1988, l'azionista MacAndrews & Forbes ha accettato una ristrutturazione del debito concordato con i creditori della Panavision. La societa di private equity Cerberus Capital Management è stato il principale investitore in questa operazione, che ha coinvolto una riduzione del debito di 140 milioni di dollari e un apporto di 40 milioni di dollari nella casse della società. In cambio, Ronald Perelman, il maggior azionista, era tenuto a cedere il controllo della Panavision, cosicché egli attualmente non ha più alcuna partecipazione nella società.